# Olumuyiwa Aganun
Olumuyiwa Olushola Aganun (* 4. Mai 1984 in Lagos) ist ein nigerianischer Fußballspieler.

## Karriere
Scouts des Reggina Calcio holten Aganun und die Martins-Brüdern Obafemi und Oladipupo aus Lagos 2001 nach Italien. Noch nicht einmal das 18. Lebensjahr erreicht, musste Olushola Aganun zurück in die Heimat und wurde später nach Malta verliehen. Er spielte beim FC Msida Saint Joseph, als der Südtiroler Egon Federspieler den FC Wacker Tirol auf den Stürmer aufmerksam machte. Aganun spielte daraufhin ab der Saison 2004/05 bei Innsbruck in der österreichischen Bundesliga, nach dem Abstieg der Innsbrucker 2008 wechselte er in die drittklassige Regionalliga Ost zum Zweitligaabsteiger SC-ESV Parndorf 1919 ins Burgenland. Nach seinem Engagement in Parndorf wechselte Aganun im Oktober 2009 nach 16 absolvierten Spielen und fünf Treffern zurück zum FC Msida Saint Joseph nach Malta. Dort kam er jedoch kaum zum Einsatz und so wechselte er weiter nach Vietnam und spielte dort die nächsten beiden Jahre für FC Đồng Tháp, Hà Nội T&T sowie Hoàng Anh Gia Lai. Wo Aganun anschließend spielte, ist unbekannt, doch seit dem Sommer 2016 ist er mit Unterbrechung im österreichischen Amateurfußball aktiv.